# Harold Solomon
Harold Solomon (17 de septiembre de 1952) es un extenista de los Estados Unidos que se destacó durante los años 1970 y principios de los años 1980. Se lo recuerda sobre todo por haber alcanzado la final del Torneo de Roland Garros en 1976 donde perdió ante el italiano Adriano Panatta. Ocupó puesto en la lista de los 10 mejores durante 4 años entre 1976 y 1980.
En su carrera logró un total de 22 títulos en individuales que lo dejan en el puesto N.º 28 entre los jugadores con más títulos en la Era Abierta. Su título más importante fue el de Cincinnati, que lo ganó en dos ocasiones.
En su juventud formó parte de la Universidad de Rice. Su juego se caracterizaba por ser algo lento desde el fondo de la cancha con un poderoso revés a dos manos (con empuñadura Western) y con una concentración extrema para los largos peloteos. Se lo recuerda por su intenso uso del "moonball" (golpe con topspin que pasa muy por encima de la red y pica muy cerca del fondo de la cancha dificultando la subida a la red o un golpe agresivo por parte del rival) que se adaptaba mejor a las canchas lentas aunque también fue exitoso en canchas duras y muchos lo consideraban aburrido para ver aunque efectivo, ya que era rápido de piernas y con muy pocos errores. Sus mejores actuaciones ocurrieron en Roland Garros. En 1974 alcanzó las semifinales del torneo donde perdió ante Björn Borg, luego de excelentes victorias en 5 sets ante Željko Franulović e Ilie Năstase. En 1976, en su rumbo a la final obtuvo tres victorias consecutivas sorprendentes ante Brian Gottfried, Guillermo Vilas y el mexicano Raúl Ramírez antes de ser derrotado por el italiano Panatta en 4 sets. Una vez más, en 1980, alcanzó las semifinales luego de derrotar a Gottfried y a Vilas antes de caer sin contemplaciones ante Borg por 2-6 2-6 0-6. En 1977 además, alcanzó las semifinales del US Open (sobre canchas lentas) donde cayó ante Vilas en tres sets. En Wimbledon jugó 4 veces sin poder superar la primera ronda mientras que nunca participó en el Abierto de Australia.
Participó en 6 ocasiones del Masters, alcanzando las semifinales en 1976. Fue integrante del equipo de Copa Davis de Estados Unidos en los títulos de 1972 y 1978 y en la final de 1973 aunque en ninguna ocasión formó parte del equipo en la serie final, mostrándose como una buena alternativa para las series de visitante sobre canchas lentas. Su récord en la Copa es de 9-4, todos en singles.
Se retiró en 1986 aunque en 1991 tuvo un fugaz paso por el Masters de Miami.
Luego de su retiro ha sido entrenador, entre otras, de Monica Seles, Daniela Hantuchová, Anna Kournikova, Mary Joe Fernández y Jennifer Capriati y entre los hombres de Jim Courier y Tommy Haas. Posee un instituto de tenis (The Harold Solomon International Tennis Institute) en Fort Lauderdale. También fue presidente de la ATP entre 1980 y 1983.

## Torneos de Grand Slam

### Finalista Individuales (1)
| Año  | Torneo        | Oponente en la final | Resultado       |
| 1976 | Roland Garros | Adriano Panatta      | 1-6 4-6 6-4 6-7 |

## Títulos de ATP (23)

### Individuales (22)
| Leyenda                |
| Grand Slam (0)         |
| Tennis Masters Cup (0) |
| ATP Tour (5)           |

| N.º | Fecha                    | Torneo                 | Superficie    | Oponente en la final | Resultado           |
| --- | ------------------------ | ---------------------- | ------------- | -------------------- | ------------------- |
| 1.  | 7 de abril de 1974       | Washington-3           | Tierra Batida | Guillermo Vilas      | 1-6 6-3 6-4         |
| 2.  | 10 de febrero de 1975    | Toronto Indoor WCT     | Moqueta       | Stan Smith           | 6-4 6-1             |
| 3.  | 17 de marzo de 1975      | Memphis                | Moqueta       | Jiri Hrebec          | 2-6 6-1 6-4         |
| 4.  | 26 de octubre de 1975    | Perth                  | Dura          | Alex Mayer           | 6-2 7-6 7-5         |
| 5.  | 17 de noviembre de 1975  | Johannesburgo-2        | Dura          | Brian Gottfried      | 6-3 6-2 5-7 6-2     |
| 6.  | 15 de marzo de 1976      | Washington WCT         | Moqueta       | Onny Parun           | 6-3 6-1             |
| 7.  | 6 de abril de 1976       | Houston WCT            | Tierra Batida | Ken Rosewall         | 6-4 1-6 6-1         |
| 8.  | 2 de agosto de 1976      | Louisville             | Tierra Batida | Wojtek Fibak         | 6-2 7-5             |
| 9.  | 4 de octubre de 1976     | Maui                   | Dura          | Robert Lutz          | 6-3 5-7 7-5         |
| 10. | 23 de noviembre de 1976  | Johannesburgo WCT      | Dura          | Brian Gottfried      | 6-2 6-7 6-3 6-4     |
| 11. | 6 de junio de 1977       | Bruselas               | Tierra Batida | Karl Meiler          | 7-5 3-6 2-6 6-3 6-4 |
| 12. | 11 de julio de 1977      | Cincinnati             | Tierra Batida | Mark Cox             | 6-2 6-3             |
| 13. | 17 de septiembre de 1977 | Nueva York WCT Masters |               | Ken Rosewall         | 6-5 6-2 2-6 0-6 6-3 |
| 14. | 26 de marzo de 1978      | Las Vegas-2            | Dura          | Corrado Barazzutti   | 6-1 3-0 ab          |
| 15. | 30 de julio de 1978      | Louisville             | Tierra Batida | John Alexander       | 6-2 6-2             |
| 16. | 15 de enero de 1979      | Baltimore WCT          | Moqueta       | Marty Riessen        | 7-5 6-4             |
| 17. | 29 de julio de 1979      | North Conway           | Tierra Batida | José Higueras        | 5-7 6-4 7-6         |
| 18. | 29 de octubre de 1979    | París Indoor           | Dura          | Corrado Barazzutti   | 6-3 2-6 6-3 6-4     |
| 19. | 14 de enero de 1980      | Baltimore WCT          | Moqueta       | Tim Gullikson        | 7-5 6-0             |
| 20. | 12 de mayo de 1980       | Hamburgo               | Tierra Batida | Guillermo Vilas      | 6-7 6-2 6-4 2-6 6-3 |
| 21. | 18 de agosto de 1980     | Cincinnati             | Dura          | Francisco González   | 7-6 6-3             |
| 22. | 6 de octubre de 1980     | Tel Aviv               | Dura          | Shlomo Glickstein    | 6-2 6-3             |

### Finalista en individuales (15)
- 1974: Bretton Woods (pierde ante Rod Laver)
- 1974: Los Ángeles (pierde ante Jimmy Connors)
- 1975: Washington (pierde ante Guillermo Vilas)
- 1975: Melbourne (pierde ante Brian Gottfried)
- 1976: Monterrey (pierde ante Eddie Dibbs)
- 1976: Roland Garros (pierde ante Adriano Panatta)
- 1976: Boston (pierde ante Björn Borg)
- 1978: Springfield (pierde ante Heinz Gunthardt)
- 1978: Boston (pierde ante Manuel Orantes)
- 1978: Johannesburgo-2 (pierde ante Tim Gullikson)
- 1979: Hamburgo (pierde ante José Higueras)
- 1979: Burdeos (pierde ante Yannick Noah)
- 1979: Wembley (pierde ante John McEnroe)
- 1980: Las Vegas (pierde ante Björn Borg)
- 1981: Las Vegas (pierde ante Ivan Lendl)